# Klickitat (rivière)
Pour les articles homonymes, voir Klickitat.
La Klickitat est un cours d'eau, affluent du fleuve Columbia, d'environ 121 km de long, dans le sud du centre de l'État de Washington aux États-Unis.
Il draine un bassin versant de 3 496 km2 sur le côté oriental de la chaîne des Cascades au nord-est de la ville de Portland.